# Agnès Pannier-Runacher
Agnès Pannier-Runacher (Parigi, 19 giugno 1974) è una politica francese.

## Biografia
Pannier-Runacher è stata dal 2022 ministro dell'Energia nel governo Borne per La République En Marche! (LREM). Dal 2018 al 2022 è stata Segretario di Stato per l'Economia e le Finanze nel governo Philippe e successivamente in quello di Castex.
Si è laureata all'HEC Paris, a Sciences Po e all'ENA.